# フレッド・アレクサンダー
フレッド・アレクサンダー（Fred Alexander, 1880年8月14日 - 1969年3月3日）は、アメリカ・ニューヨーク出身の男子テニス選手。フルネームは Frederick Beasley Alexander （フレデリック・ビーズリー・アレクサンダー）という。1908年の全豪選手権（現在の全豪オープンテニス）で男子シングルス・男子ダブルス優勝を飾り、同選手権で最初の外国人優勝者になった選手である。地元開催の全米選手権でも男子ダブルス5勝を挙げ、とりわけ1907年から1910年までハロルド・ハケット（1878年 - 1937年）と組んで4連覇を達成した。彼のテニスは、やせ気味の細い体格から繰り出す滑らかなグラウンド・ストロークを大きな武器とした。

## 来歴
現在は「全豪オープン」として知られるテニス競技大会は、1905年に第1回大会が創設された。最初は男子シングルス・男子ダブルスの2部門のみで始まり、会場もオーストラリア国内のあちこちの名門テニスクラブを転々とした。アレクサンダーが1908年の第4回大会を制した時は、シドニーの「ダブル・ベイ・テニスクラブ」が会場となった。彼は地元オーストラリアとニュージーランド勢以外の外国選手として、最初の全豪選手権参加者になり、決勝でアルフレッド・ダンロップ（1875年 - 1933年）に 3-6, 3-6, 6-0, 6-2, 6-3 の逆転勝利を収めた。ダブルスでは、アレクサンダーとダンロップがペアを組み、アンソニー・ワイルディング＆G・G・シャープ組を破って優勝する。こうして、フレッド・アレクサンダーは「全豪選手権史上初の外国人優勝者」になった。その後は、もうこの大会に参加しなかった。
地元開催の全米選手権では、アレクサンダーは1906年から1922年まで出場記録を残しているが、彼のシングルス自己最高成績は1908年の「チャレンジ・ラウンド」（挑戦者決定戦）決勝進出であった。初期の全米選手権は、チャレンジ・ラウンドから「オールカマーズ・ファイナル」（大会前年優勝者とチャレンジ・ラウンド勝者で優勝を争う）への流れで優勝者を決定した。アレクサンダーは全豪で優勝した1908年のチャレンジ・ラウンドでビールズ・ライト（1879年 - 1961年）に 3-6, 3-6, 3-6 で敗れ、大会前年優勝者ウィリアム・ラーンド（1872年 - 1926年）との「オールカマーズ・ファイナル」に進めなかった。アレクサンダーは全米選手権の男子ダブルスで、ハロルド・ハケットと組んで1905年-1911年まで「7年連続」決勝進出の記録を残した。これは今なお、全米男子ダブルスの史上最多連続決勝進出記録である。1907年から1910年まで、アレクサンダーとハケットは男子ダブルス「4連覇」を達成したが、1911年に連続優勝記録が止まった。
1914年に第1次世界大戦が勃発した後も、全米選手権は途切れることなく開催され、アレクサンダーは戦時中の全米選手権にも参加を続けた。ハケットとの男子ダブルス4連覇から7年後、1917年にアレクサンダーは当時19歳のハロルド・スロックモートン（Harold Throckmorton）と組んで5度目の優勝をした。同選手権の混合ダブルスでは、1918年にモーラ・マロリーと組んだ準優勝がある。
フレッド・アレクサンダーは42歳を迎える1922年まで全米選手権に出場を続け、1961年に国際テニス殿堂入りを果たす。全豪選手権で最初の外国人優勝者となってから60年後、アレクサンダーは1969年3月3日にカリフォルニア州ビバリーヒルズにて88歳の長寿を全うした。

## 4大大会成績
- 全豪選手権　男子シングルス：1勝（1908年）／男子ダブルス：1勝（1908年）　［単複とも制覇］
- 全米選手権　男子ダブルス：5勝（1907年-1910年・1917年）　［男子シングルス準優勝1度：1908年／混合ダブルス準優勝1度：1918年］